# Родионова, Анна Андреевна
Анна Андреевна Родионова (род. 1996, Нижний Новгород) — росийская поэтесса, исследовательница литературы и медиа. Аспирантка и преподавательница Школы филологии НИУ ВШЭ. Автор книги «Климат». Лауреатка премии Аркадия Драгомощенко (2020).  

## Биография и творчество
Окончила филологический факультет Нижегородского государственного университета с бакалаврской работой о поэтическом тексте в цифровой среде и магистерской диссертацией о концептуализации техники в неподцензурной поэзии.
Автор книги "Климат".
Стихи и статьи публиковались в журналах «Транслит», «Новое литературное обозрение», «Грёза», "Poetica", «Флаги», "Воздух", "Web almanac", «Цирк „Олимп“» и др.
Участвовала в фестивалях «ГолосА» (Чебоксары, 2017), «Стрелка» (Нижний Новгород, 2017-2018).
Стихи переведены на испанский и английский языки.
Со-переводчица антологий современной немецкой поэзии "Небесное ископаемое", От «Черной горы» до «Языкового письма».

## Цитаты
В новой поэтической генерации, поколении есть поиск своей грамматики, неведомой большинству из нас и, возможно, и им. И все же в этом видится попытка что-то пред-сказать, подсказать поколению предыдущему. Словно бы в ожидании референта созданы эти прозрачно-непрозрачные стихи. Самодостаточные, но и апеллирующие к западному опыту высказывания.
— Владимир Аристов
«Пауза» стягивает петлю общего движения, уже до определенной точки реализованного авторкой в поэтической (и критической) деятельности. Эта петля очерчивает пробег от «контуров/пластик» и «движимых вещей» цикла «сначала реверс» (2018), где «только горение / становится центробежным», а ритмический импульс пытается расставить самому себе ловушки, в которые будет попадать равномерность темпа, порождая психоделические эффекты «отлёта» элементов чтения — к «простым рефлекторам» (2019), которые «закрывают огонь», с их установкой «представлять, как мы можем зачистить поверхность имитации» и «логикой взаимного отражения оплавленных частей, коммуникацией чужого с чужим, которая, тем не менее, определяется языковым представлением» (А.Р. в диалоге о «Простых рефлекторах») — и к «Паузе» (2020).
— Никита Сафонов
Поэтические тексты Анны Родионовой, как мне кажется, преследуют одну определенную цель, — загнать язык в угол, где ему негде будет спрятаться, где пропадают привычные контуры связности речи. При этом в редкие моменты обнаруживается нечто абсолютно пронзительное — нечто техноспинозианское, откуда и просвечивает лирический импульс, как если бы нечто, не обладающее сознанием, вдруг захотело признаться в любви. Мне нравится рассматривать эти поэтические тексты как мысленные эксперименты, в которых случайность связи играет драматическую роль.
— Евгения Суслова
Язык здесь – как фильтр – разобран на внутренние ритмы. Плотность, степень рассеивания, степень нагретости, экспозиция – всё это составляет ритм. Он важен с точки зрения коммуникативной функции «Климата», метода Родионовой вообще. Взаимодействие возможно только при учёте ритмов. необходима сонастройка: я встречусь с тобой во сне, если мы совпадём в гамма-ритме.
— Ульяна Баранова